# The Kid Laroi/Auszeichnungen für Musikverkäufe

The Kid Laroi (2023)

Dies ist eine Übersicht über die Auszeichnungen für Musikverkäufe des australischen Rappers The Kid Laroi. Die Auszeichnungen finden sich nach ihrer Art (Gold, Platin usw.), nach Staaten getrennt in chronologischer Reihenfolge, geordnet sowie nach den Tonträgern selbst, ebenfalls in chronologischer Reihenfolge, getrennt nach Medium (Alben, Singles usw.), wieder.

## Auszeichnungen
| - Vereinigtes Königreich - 2021: für die Single So Done - 2021: für das Lied Hate the Other Side - 2022: für das Lied Fuck You, Goodbye - 2023: für die Single Diva - 2023: für die Single Thousand Miles - 2023: für das Lied Always Do - 2024: für die Single Love Again - 2025: für das Album The First Time - Australien - 2020: für die Single Diva - 2021: für das Lied Maybe - 2021: für das Lied Not Fair - 2021: für die Single Addison Rae - 2021: für das Lied Tragic - 2021: für das Lied Fuck You, Goodbye - 2023: für das Lied Erase U - 2023: für das Lied I Wish - 2023: für das Lied Pikachu - 2023: für das Lied Selfish - 2024: für das Lied Unstable - 2024: für das Album The First Time - 2024: für das Lied Baby I’m Back - Brasilien - 2023: für die Single Love Again - 2023: für die Single So Done - 2023: für die Single Thousand Miles - 2023: für die Single Go - 2023: für die Single Diva - 2024: für das Lied Hate the Other Side - Dänemark - 2021: für die Single So Done - 2024: für die Single Go - 2024: für die Single Thousand Miles - 2025: für das Album The First Time - Deutschland - 2021: für die Single Without You - 2021: für die Single Stay - Frankreich - 2023: für das Album F*ck Love 3 - 2025: für das Lied Nights Like This - Griechenland - 2024: für das Lied Nights Like This - Italien - 2021: für die Single Without You - 2022: für das Album Fuck Love - Kanada - 2022: für das Lied Maybe - 2022: für das Lied Not Sober - 2022: für das Lied Need You Most (So Sick) - 2022: für das Lied Feel Something - 2022: für das Lied Selfish - 2022: für das Lied Not Fair - 2024: für die Single Bleed - 2024: für die Single Too Much - 2024: für das Lied Baby I’m Back - 2024: für das Lied No Return - Neuseeland - 2020: für die Single So Done - 2024: für die Single Girls - Polen - 2024: für das Lied Nights Like This - Portugal - 2021: für die Single Go - 2022: für das Lied Hate the Other Side - 2024: für das Lied Nights Like This - Schweiz - 2022: für das Album Fuck Love - Singapur - 2021: für das Album Fuck Love - Vereinigte Staaten - 2021: für das Lied Maybe - 2021: für das Lied Selfish - 2021: für das Lied No Return - 2022: für das Lied Not Fair - 2022: für das Lied Need You Most (So Sick) - 2022: für das Lied Feel Something - 2022: für die Single Fade Away - 2023: für die Single Addison Rae - 2024: für das Lied Not Sober - 2024: für das Lied Unstable - 2024: für das Album The First Time - 2024: für das Lied I Wish - 2025: für das Lied Nights Like This - 2025: für die Single Girls - 2025: für die Single Bleed - 2025: für das Lied Baby I’m Back - Vereinigtes Königreich - 2025: für die Single Go | - Australien - 2021: für das Lied Wrong - 2021: für das Lied Always Do - 2023: für das Lied Need You Most (So Sick) - 2023: für die Single Let Her Go - 2023: für die Single Tell Me Why - 2023: für die Single Love Again - 2024: für die Single My City - 2024: für die Single Girls - Belgien - 2021: für die Single Without You - Brasilien - 2024: für das Lied Unstable - Dänemark - 2023: für das Album F*ck Love 3 - Frankreich - 2023: für die Single Without You - Kanada - 2022: für die Single Tell Me Why - 2022: für das Lied Always Do - 2022: für das Lied Tragic - 2022: für das Lied Fuck You, Goodbye - 2022: für das Lied Wrong - 2024: für die Single Love Again - 2024: für die Single Girls - 2024: für das Album The First Time - 2024: für das Lied Nights Like This - Neuseeland - 2021: für die Single Without You - 2024: für das Lied Nights Like This - 2025: für das Album The First Time - Niederlande - 2022: für das Album F*ck Love 3 - Polen - 2021: für die Single Without You - 2023: für das Album Fuck Love - Schweden - 2021: für die Single Without You (Remix) - Spanien - 2024: für die Single Without You (Remix) - Vereinigte Staaten - 2021: für die Single Diva - 2021: für die Single So Done - 2021: für das Lied Tragic - 2021: für das Lied Hate the Other Side - 2022: für das Lied Wrong - 2022: für das Lied Fuck You, Goodbye - 2023: für die Single Tell Me Why - 2023: für das Lied Always Do - 2024: für die Single Let Her Go - 2024: für das Lied Nights Like This - 2024: für die Single Love Again - Vereinigtes Königreich - 2024: für das Album Fuck Love - Mexiko - 2022: für die Single Stay - Australien - 2022: für die Single Thousand Miles - 2023: für das Album Fuck Love - 2024: für das Lied Nights Like This - Belgien - 2022: für die Single Stay - Dänemark - 2022: für die Single Without You (Remix) - 2023: für das Album Fuck Love - Griechenland - 2022: für die Single Stay - Japan - 2023: für das Streaming Stay - Kanada - 2021: für die Single So Done - 2022: für die Single Go - 2024: für die Single Thousand Miles - Norwegen - 2021: für die Single Stay - Österreich - 2021: für die Single Without You - 2021: für die Single Stay - Schweiz - 2022: für die Single Without You - Südkorea - 2024: für das Streaming Stay - Vereinigtes Königreich - 2023: für die Single Without You | - Brasilien - 2023: für das Album Fuck Love - 2023: für die Single Without You - Kanada - 2022: für das Album Fuck Love - Norwegen - 2021: für die Single Without You (Remix) - Portugal - 2023: für die Single Without You - Schweiz - 2022: für die Single Stay - Vereinigte Staaten - 2023: für das Album Fuck Love - 2024: für die Single Go - Vereinigtes Königreich - 2023: für die Single Stay - Australien - 2024: für die Single So Done - Dänemark - 2024: für die Single Stay - Italien - 2023: für die Single Stay - Neuseeland - 2024: für das Album Fuck Love - Polen - 2024: für die Single Stay - Spanien - 2024: für die Single Stay - Vereinigte Staaten - 2023: für die Single Without You - Portugal - 2023: für die Single Stay - Schweden - 2023: für die Single Stay - Kanada - 2022: für die Single Without You - Neuseeland - 2025: für die Single Stay - Australien - 2023: für die Single Without You - Vereinigte Staaten - 2024: für die Single Stay - Australien - 2024: für die Single Stay - Frankreich - 2021: für die Single Stay - Kanada - 2022: für die Single Stay - Brasilien - 2023: für die Single Stay |

## Auszeichnungen nach Alben

### Fuck Love
| Land/Region                  | Auszeichnungen für Musikverkäufe (Land/Region, Auszeichnung, Verkäufe) | Verkäufe  |
| ---------------------------- | ---------------------------------------------------------------------- | --------- |
| Australien (ARIA)            | 2× Platin                                                              | 140.000   |
| Brasilien (PMB)              | 3× Platin                                                              | 120.000   |
| Dänemark (IFPI)              | 2× Platin · + Platin (F*ck Love 3)                                     | 60.000    |
| Frankreich (SNEP)            | Gold (F*ck Love 3)                                                     | 50.000    |
| Italien (FIMI)               | Gold                                                                   | 25.000    |
| Kanada (MC)                  | 3× Platin                                                              | 240.000   |
| Neuseeland (RMNZ)            | 3× Platin                                                              | 45.000    |
| Niederlande (NVPI)           | Platin (F*ck Love 3)                                                   | 40.000    |
| Polen (ZPAV)                 | Platin                                                                 | 20.000    |
| Schweiz (IFPI)               | Gold                                                                   | 10.000    |
| Singapur (RIAS)              | Gold                                                                   | 5.000     |
| Vereinigte Staaten (RIAA)    | 3× Platin                                                              | 3.000.000 |
| Vereinigtes Königreich (BPI) | Platin                                                                 | 300.000   |
| Insgesamt                    | 4× Gold · 20× Platin ·                                                 | 4.055.000 |

### The First Time
| Land/Region                  | Auszeichnungen für Musikverkäufe (Land/Region, Auszeichnung, Verkäufe) | Verkäufe |
| ---------------------------- | ---------------------------------------------------------------------- | -------- |
| Australien (ARIA)            | Gold                                                                   | 35.000   |
| Dänemark (IFPI)              | Gold                                                                   | 10.000   |
| Kanada (MC)                  | Platin                                                                 | 80.000   |
| Neuseeland (RMNZ)            | Platin                                                                 | 15.000   |
| Vereinigte Staaten (RIAA)    | Gold                                                                   | 500.000  |
| Vereinigtes Königreich (BPI) | Silber                                                                 | 60.000   |
| Insgesamt                    | 1× Silber · 3× Gold · 2× Platin ·                                      | 700.000  |

## Auszeichnungen nach Singles

### Let Her Go
| Land/Region               | Auszeichnungen für Musikverkäufe (Land/Region, Auszeichnung, Verkäufe) | Verkäufe  |
| ------------------------- | ---------------------------------------------------------------------- | --------- |
| Australien (ARIA)         | Platin                                                                 | 70.000    |
| Vereinigte Staaten (RIAA) | Platin                                                                 | 1.000.000 |
| Insgesamt                 | 2× Platin ·                                                            | 1.070.000 |

### Diva
| Land/Region                  | Auszeichnungen für Musikverkäufe (Land/Region, Auszeichnung, Verkäufe) | Verkäufe  |
| ---------------------------- | ---------------------------------------------------------------------- | --------- |
| Australien (ARIA)            | Gold                                                                   | 35.000    |
| Brasilien (PMB)              | Gold                                                                   | 20.000    |
| Vereinigte Staaten (RIAA)    | Platin                                                                 | 1.000.000 |
| Vereinigtes Königreich (BPI) | Silber                                                                 | 200.000   |
| Insgesamt                    | 1× Silber · 2× Gold · 1× Platin ·                                      | 1.255.000 |

### Addison Rae
| Land/Region               | Auszeichnungen für Musikverkäufe (Land/Region, Auszeichnung, Verkäufe) | Verkäufe |
| ------------------------- | ---------------------------------------------------------------------- | -------- |
| Australien (ARIA)         | Gold                                                                   | 35.000   |
| Vereinigte Staaten (RIAA) | Gold                                                                   | 500.000  |
| Insgesamt                 | 2× Gold ·                                                              | 535.000  |

### Fade Away
| Land/Region               | Auszeichnungen für Musikverkäufe (Land/Region, Auszeichnung, Verkäufe) | Verkäufe |
| ------------------------- | ---------------------------------------------------------------------- | -------- |
| Vereinigte Staaten (RIAA) | Gold                                                                   | 500.000  |
| Insgesamt                 | 1× Gold ·                                                              | 500.000  |

### Go
| Land/Region                  | Auszeichnungen für Musikverkäufe (Land/Region, Auszeichnung, Verkäufe) | Verkäufe  |
| ---------------------------- | ---------------------------------------------------------------------- | --------- |
| Australien (ARIA)            | Platin                                                                 | 70.000    |
| Brasilien (PMB)              | Gold                                                                   | 20.000    |
| Dänemark (IFPI)              | Gold                                                                   | 45.000    |
| Kanada (MC)                  | 2× Platin                                                              | 160.000   |
| Portugal (AFP)               | Gold                                                                   | 5.000     |
| Vereinigte Staaten (RIAA)    | 3× Platin                                                              | 3.000.000 |
| Vereinigtes Königreich (BPI) | Gold                                                                   | 400.000   |
| Insgesamt                    | 4× Gold · 6× Platin ·                                                  | 3.700.000 |

### Tell Me Why
| Land/Region               | Auszeichnungen für Musikverkäufe (Land/Region, Auszeichnung, Verkäufe) | Verkäufe  |
| ------------------------- | ---------------------------------------------------------------------- | --------- |
| Australien (ARIA)         | Platin                                                                 | 70.000    |
| Kanada (MC)               | Platin                                                                 | 80.000    |
| Vereinigte Staaten (RIAA) | Platin                                                                 | 1.000.000 |
| Insgesamt                 | 3× Platin ·                                                            | 1.150.000 |

### So Done
| Land/Region                  | Auszeichnungen für Musikverkäufe (Land/Region, Auszeichnung, Verkäufe) | Verkäufe  |
| ---------------------------- | ---------------------------------------------------------------------- | --------- |
| Australien (ARIA)            | 4× Platin                                                              | 280.000   |
| Brasilien (PMB)              | Gold                                                                   | 20.000    |
| Dänemark (IFPI)              | Gold                                                                   | 45.000    |
| Kanada (MC)                  | 2× Platin                                                              | 160.000   |
| Neuseeland (RMNZ)            | Gold                                                                   | 15.000    |
| Vereinigte Staaten (RIAA)    | Platin                                                                 | 1.000.000 |
| Vereinigtes Königreich (BPI) | Silber                                                                 | 200.000   |
| Insgesamt                    | 1× Silber · 3× Gold · 7× Platin ·                                      | 1.720.000 |

### My City
| Land/Region       | Auszeichnungen für Musikverkäufe (Land/Region, Auszeichnung, Verkäufe) | Verkäufe |
| ----------------- | ---------------------------------------------------------------------- | -------- |
| Australien (ARIA) | Platin                                                                 | 70.000   |
| Insgesamt         | 1× Platin ·                                                            | 70.000   |

### Without You
| Land/Region                  | Auszeichnungen für Musikverkäufe (Land/Region, Auszeichnung, Verkäufe) | Verkäufe  |
| ---------------------------- | ---------------------------------------------------------------------- | --------- |
| Australien (ARIA)            | 8× Platin                                                              | 560.000   |
| Belgien (BRMA)               | Platin                                                                 | 40.000    |
| Brasilien (PMB)              | 3× Platin                                                              | 120.000   |
| Dänemark (IFPI)              | 2× Platin (Remix)                                                      | 180.000   |
| Deutschland (BVMI)           | Gold                                                                   | 200.000   |
| Frankreich (SNEP)            | Platin                                                                 | 200.000   |
| Italien (FIMI)               | Gold                                                                   | 35.000    |
| Kanada (MC)                  | 6× Platin                                                              | 480.000   |
| Neuseeland (RMNZ)            | Platin                                                                 | 30.000    |
| Norwegen (IFPI)              | 3× Platin (Remix)                                                      | 180.000   |
| Österreich (IFPI)            | 2× Platin                                                              | 60.000    |
| Polen (ZPAV)                 | Platin                                                                 | 50.000    |
| Portugal (AFP)               | 3× Platin                                                              | 30.000    |
| Schweden (IFPI)              | Platin (Remix)                                                         | 80.000    |
| Schweiz (IFPI)               | 2× Platin                                                              | 40.000    |
| Spanien (Promusicae)         | Platin (Remix)                                                         | 60.000    |
| Vereinigte Staaten (RIAA)    | 4× Platin                                                              | 4.000.000 |
| Vereinigtes Königreich (BPI) | 2× Platin                                                              | 1.200.000 |
| Insgesamt                    | 2× Gold · 41× Platin ·                                                 | 7.545.000 |

### Stay
| Land/Region                  | Auszeichnungen für Musikverkäufe (Land/Region, Auszeichnung, Verkäufe) | Verkäufe   |
| ---------------------------- | ---------------------------------------------------------------------- | ---------- |
| Australien (ARIA)            | 17× Platin                                                             | 1.190.000  |
| Belgien (BRMA)               | 2× Platin                                                              | 80.000     |
| Brasilien (PMB)              | 3× Diamant                                                             | 480.000    |
| Dänemark (IFPI)              | 4× Platin                                                              | 360.000    |
| Deutschland (BVMI)           | Gold                                                                   | 200.000    |
| Frankreich (SNEP)            | Diamant                                                                | 333.333    |
| Griechenland (IFPI)          | 2× Platin                                                              | 40.000     |
| Italien (FIMI)               | 4× Platin                                                              | 400.000    |
| Kanada (MC)                  | Diamant                                                                | 800.000    |
| Mexiko (AMPROFON)            | 3× Gold                                                                | 210.000    |
| Neuseeland (RMNZ)            | 7× Platin                                                              | 210.000    |
| Norwegen (IFPI)              | 2× Platin                                                              | 120.000    |
| Österreich (IFPI)            | 2× Platin                                                              | 60.000     |
| Polen (ZPAV)                 | 4× Platin                                                              | 200.000    |
| Portugal (AFP)               | 5× Platin                                                              | 50.000     |
| Schweden (IFPI)              | 5× Platin                                                              | 400.000    |
| Schweiz (IFPI)               | 3× Platin                                                              | 60.000     |
| Spanien (Promusicae)         | 4× Platin                                                              | 240.000    |
| Vereinigte Staaten (RIAA)    | 11× Platin                                                             | 11.000.000 |
| Vereinigtes Königreich (BPI) | 3× Platin                                                              | 1.800.000  |
| Insgesamt                    | 2× Gold · 66× Platin · 6× Diamant ·                                    | 18.233.333 |

### Thousand Miles
| Land/Region                  | Auszeichnungen für Musikverkäufe (Land/Region, Auszeichnung, Verkäufe) | Verkäufe  |
| ---------------------------- | ---------------------------------------------------------------------- | --------- |
| Australien (ARIA)            | 2× Platin                                                              | 140.000   |
| Brasilien (PMB)              | Gold                                                                   | 20.000    |
| Dänemark (IFPI)              | Gold                                                                   | 45.000    |
| Kanada (MC)                  | 2× Platin                                                              | 160.000   |
| Vereinigte Staaten (RIAA)    | Platin                                                                 | 1.000.000 |
| Vereinigtes Königreich (BPI) | Silber                                                                 | 200.000   |
| Insgesamt                    | 1× Silber · 2× Gold · 5× Platin ·                                      | 1.565.000 |

### Love Again
| Land/Region                  | Auszeichnungen für Musikverkäufe (Land/Region, Auszeichnung, Verkäufe) | Verkäufe  |
| ---------------------------- | ---------------------------------------------------------------------- | --------- |
| Australien (ARIA)            | Platin                                                                 | 70.000    |
| Brasilien (PMB)              | Gold                                                                   | 20.000    |
| Kanada (MC)                  | Platin                                                                 | 80.000    |
| Vereinigte Staaten (RIAA)    | Platin                                                                 | 1.000.000 |
| Vereinigtes Königreich (BPI) | Silber                                                                 | 200.000   |
| Insgesamt                    | 1× Silber · 1× Gold · 3× Platin ·                                      | 1.370.000 |

### Too Much
| Land/Region | Auszeichnungen für Musikverkäufe (Land/Region, Auszeichnung, Verkäufe) | Verkäufe |
| ----------- | ---------------------------------------------------------------------- | -------- |
| Kanada (MC) | Gold                                                                   | 40.000   |
| Insgesamt   | 1× Gold ·                                                              | 40.000   |

### Bleed
| Land/Region               | Auszeichnungen für Musikverkäufe (Land/Region, Auszeichnung, Verkäufe) | Verkäufe |
| ------------------------- | ---------------------------------------------------------------------- | -------- |
| Kanada (MC)               | Gold                                                                   | 40.000   |
| Vereinigte Staaten (RIAA) | Gold                                                                   | 500.000  |
| Insgesamt                 | 2× Gold ·                                                              | 540.000  |

### Girls
| Land/Region               | Auszeichnungen für Musikverkäufe (Land/Region, Auszeichnung, Verkäufe) | Verkäufe |
| ------------------------- | ---------------------------------------------------------------------- | -------- |
| Australien (ARIA)         | Platin                                                                 | 70.000   |
| Kanada (MC)               | Platin                                                                 | 80.000   |
| Neuseeland (RMNZ)         | Gold                                                                   | 15.000   |
| Vereinigte Staaten (RIAA) | Gold                                                                   | 500.000  |
| Insgesamt                 | 2× Gold · 2× Platin ·                                                  | 665.000  |

## Auszeichnungen nach Liedern

### Hate the Other Side
| Land/Region                  | Auszeichnungen für Musikverkäufe (Land/Region, Auszeichnung, Verkäufe) | Verkäufe  |
| ---------------------------- | ---------------------------------------------------------------------- | --------- |
| Brasilien (PMB)              | Gold                                                                   | 20.000    |
| Portugal (AFP)               | Gold                                                                   | 5.000     |
| Vereinigte Staaten (RIAA)    | Platin                                                                 | 1.000.000 |
| Vereinigtes Königreich (BPI) | Silber                                                                 | 200.000   |
| Insgesamt                    | 1× Silber · 2× Gold · 1× Platin ·                                      | 1.225.000 |

### Maybe
| Land/Region               | Auszeichnungen für Musikverkäufe (Land/Region, Auszeichnung, Verkäufe) | Verkäufe |
| ------------------------- | ---------------------------------------------------------------------- | -------- |
| Australien (ARIA)         | Gold                                                                   | 35.000   |
| Kanada (MC)               | Gold                                                                   | 40.000   |
| Vereinigte Staaten (RIAA) | Gold                                                                   | 500.000  |
| Insgesamt                 | 3× Gold ·                                                              | 575.000  |

### Wrong
| Land/Region               | Auszeichnungen für Musikverkäufe (Land/Region, Auszeichnung, Verkäufe) | Verkäufe  |
| ------------------------- | ---------------------------------------------------------------------- | --------- |
| Australien (ARIA)         | Platin                                                                 | 70.000    |
| Kanada (MC)               | Platin                                                                 | 80.000    |
| Vereinigte Staaten (RIAA) | Platin                                                                 | 1.000.000 |
| Insgesamt                 | 3× Platin ·                                                            | 1.150.000 |

### I Wish
| Land/Region               | Auszeichnungen für Musikverkäufe (Land/Region, Auszeichnung, Verkäufe) | Verkäufe |
| ------------------------- | ---------------------------------------------------------------------- | -------- |
| Australien (ARIA)         | Gold                                                                   | 35.000   |
| Vereinigte Staaten (RIAA) | Gold                                                                   | 500.000  |
| Insgesamt                 | 2× Gold ·                                                              | 535.000  |

### Not Fair
| Land/Region               | Auszeichnungen für Musikverkäufe (Land/Region, Auszeichnung, Verkäufe) | Verkäufe |
| ------------------------- | ---------------------------------------------------------------------- | -------- |
| Australien (ARIA)         | Gold                                                                   | 35.000   |
| Kanada (MC)               | Gold                                                                   | 40.000   |
| Vereinigte Staaten (RIAA) | Gold                                                                   | 500.000  |
| Insgesamt                 | 3× Gold ·                                                              | 575.000  |

### Erase U
| Land/Region       | Auszeichnungen für Musikverkäufe (Land/Region, Auszeichnung, Verkäufe) | Verkäufe |
| ----------------- | ---------------------------------------------------------------------- | -------- |
| Australien (ARIA) | Gold                                                                   | 35.000   |
| Insgesamt         | 1× Gold ·                                                              | 35.000   |

### Need You Most (So Sick)
| Land/Region               | Auszeichnungen für Musikverkäufe (Land/Region, Auszeichnung, Verkäufe) | Verkäufe |
| ------------------------- | ---------------------------------------------------------------------- | -------- |
| Australien (ARIA)         | Platin                                                                 | 70.000   |
| Kanada (MC)               | Gold                                                                   | 40.000   |
| Vereinigte Staaten (RIAA) | Gold                                                                   | 500.000  |
| Insgesamt                 | 2× Gold · 1× Platin ·                                                  | 510.000  |

### Selfish
| Land/Region               | Auszeichnungen für Musikverkäufe (Land/Region, Auszeichnung, Verkäufe) | Verkäufe |
| ------------------------- | ---------------------------------------------------------------------- | -------- |
| Australien (ARIA)         | Gold                                                                   | 35.000   |
| Kanada (MC)               | Gold                                                                   | 40.000   |
| Vereinigte Staaten (RIAA) | Gold                                                                   | 500.000  |
| Insgesamt                 | 3× Gold ·                                                              | 575.000  |

### Always Do
| Land/Region                  | Auszeichnungen für Musikverkäufe (Land/Region, Auszeichnung, Verkäufe) | Verkäufe  |
| ---------------------------- | ---------------------------------------------------------------------- | --------- |
| Australien (ARIA)            | Platin                                                                 | 70.000    |
| Kanada (MC)                  | Platin                                                                 | 80.000    |
| Vereinigte Staaten (RIAA)    | Platin                                                                 | 1.000.000 |
| Vereinigtes Königreich (BPI) | Silber                                                                 | 200.000   |
| Insgesamt                    | 1× Silber · 3× Platin ·                                                | 1.350.000 |

### Tragic
| Land/Region               | Auszeichnungen für Musikverkäufe (Land/Region, Auszeichnung, Verkäufe) | Verkäufe  |
| ------------------------- | ---------------------------------------------------------------------- | --------- |
| Australien (ARIA)         | Gold                                                                   | 35.000    |
| Kanada (MC)               | Platin                                                                 | 80.000    |
| Vereinigte Staaten (RIAA) | Platin                                                                 | 1.000.000 |
| Insgesamt                 | 1× Gold · 2× Platin ·                                                  | 1.115.000 |

### Fuck You, Goodbye
| Land/Region                  | Auszeichnungen für Musikverkäufe (Land/Region, Auszeichnung, Verkäufe) | Verkäufe  |
| ---------------------------- | ---------------------------------------------------------------------- | --------- |
| Australien (ARIA)            | Gold                                                                   | 35.000    |
| Kanada (MC)                  | Platin                                                                 | 80.000    |
| Vereinigte Staaten (RIAA)    | Platin                                                                 | 1.000.000 |
| Vereinigtes Königreich (BPI) | Silber                                                                 | 200.000   |
| Insgesamt                    | 1× Silber · 1× Gold · 2× Platin ·                                      | 1.315.000 |

### Pikachu
| Land/Region       | Auszeichnungen für Musikverkäufe (Land/Region, Auszeichnung, Verkäufe) | Verkäufe |
| ----------------- | ---------------------------------------------------------------------- | -------- |
| Australien (ARIA) | Gold                                                                   | 35.000   |
| Insgesamt         | 1× Gold ·                                                              | 35.000   |

### Feel Something
| Land/Region               | Auszeichnungen für Musikverkäufe (Land/Region, Auszeichnung, Verkäufe) | Verkäufe |
| ------------------------- | ---------------------------------------------------------------------- | -------- |
| Kanada (MC)               | Gold                                                                   | 40.000   |
| Vereinigte Staaten (RIAA) | Gold                                                                   | 500.000  |
| Insgesamt                 | 2× Gold ·                                                              | 540.000  |

### Unstable
| Land/Region               | Auszeichnungen für Musikverkäufe (Land/Region, Auszeichnung, Verkäufe) | Verkäufe |
| ------------------------- | ---------------------------------------------------------------------- | -------- |
| Australien (ARIA)         | Gold                                                                   | 35.000   |
| Brasilien (PMB)           | Platin                                                                 | 40.000   |
| Vereinigte Staaten (RIAA) | Gold                                                                   | 500.000  |
| Insgesamt                 | 2× Gold · 1× Platin ·                                                  | 575.000  |

### No Return
| Land/Region               | Auszeichnungen für Musikverkäufe (Land/Region, Auszeichnung, Verkäufe) | Verkäufe |
| ------------------------- | ---------------------------------------------------------------------- | -------- |
| Kanada (MC)               | Gold                                                                   | 40.000   |
| Vereinigte Staaten (RIAA) | Gold                                                                   | 500.000  |
| Insgesamt                 | 2× Gold ·                                                              | 540.000  |

### Not Sober
| Land/Region               | Auszeichnungen für Musikverkäufe (Land/Region, Auszeichnung, Verkäufe) | Verkäufe |
| ------------------------- | ---------------------------------------------------------------------- | -------- |
| Kanada (MC)               | Gold                                                                   | 40.000   |
| Vereinigte Staaten (RIAA) | Gold                                                                   | 500.000  |
| Insgesamt                 | 2× Gold ·                                                              | 540.000  |

### Nights Like This
| Land/Region                  | Auszeichnungen für Musikverkäufe (Land/Region, Auszeichnung, Verkäufe) | Verkäufe  |
| ---------------------------- | ---------------------------------------------------------------------- | --------- |
| Australien (ARIA)            | 2× Platin                                                              | 140.000   |
| Frankreich (SNEP)            | Gold                                                                   | 100.000   |
| Griechenland (IFPI)          | Gold                                                                   | 10.000    |
| Kanada (MC)                  | Platin                                                                 | 80.000    |
| Neuseeland (RMNZ)            | Platin                                                                 | 30.000    |
| Polen (ZPAV)                 | Gold                                                                   | 25.000    |
| Portugal (AFP)               | Gold                                                                   | 5.000     |
| Vereinigte Staaten (RIAA)    | Platin                                                                 | 1.000.000 |
| Vereinigtes Königreich (BPI) | Gold                                                                   | 400.000   |
| Insgesamt                    | 5× Gold · 5× Platin ·                                                  | 1.790.000 |

### Baby I’m Back
| Land/Region               | Auszeichnungen für Musikverkäufe (Land/Region, Auszeichnung, Verkäufe) | Verkäufe |
| ------------------------- | ---------------------------------------------------------------------- | -------- |
| Australien (ARIA)         | Gold                                                                   | 35.000   |
| Kanada (MC)               | Gold                                                                   | 40.000   |
| Vereinigte Staaten (RIAA) | Gold                                                                   | 500.000  |
| Insgesamt                 | 3× Gold ·                                                              | 575.000  |

## Auszeichnungen nach Musikstreamings

### Stay
| Land/Region     | Auszeichnungen für Musikverkäufe (Land/Region, Auszeichnung, Verkäufe) | Verkäufe    |
| --------------- | ---------------------------------------------------------------------- | ----------- |
| Japan (RIAJ)    | 2× Platin                                                              | 200.000.000 |
| Südkorea (KMCA) | 2× Platin                                                              | 200.000.000 |
| Insgesamt       | 4× Platin ·                                                            | 400.000.000 |

## Statistik und Quellen
| Land/RegionAuszeichnungen für Musikverkäufe (Land/Region, Auszeichnungen, Verkäufe, Quellen) | Silber     | Gold       | Platin         | Diamant     | Verkäufe   | Quellen                    |
| -------------------------------------------------------------------------------------------- | ---------- | ---------- | -------------- | ----------- | ---------- | -------------------------- |
| Australien (ARIA)                                                                            | —          | 13× Gold13 | 44× Platin44   | —           | 3.535.000  | aria.com.au                |
| Belgien (BRMA)                                                                               | —          | —          | 3× Platin3     | —           | 120.000    | ultratop.be                |
| Brasilien (PMB)                                                                              | —          | 6× Gold6   | 7× Platin7     | 3× Diamant3 | 880.000    | pro-musicabr.org.br        |
| Dänemark (IFPI)                                                                              | —          | 4× Gold4   | 9× Platin9     | —           | 745.000    | ifpi.dk                    |
| Deutschland (BVMI)                                                                           | —          | 2× Gold2   | —              | —           | 400.000    | musikindustrie.de          |
| Frankreich (SNEP)                                                                            | —          | 2× Gold2   | Platin1        | Diamant1    | 683.333    | snepmusique.com            |
| Griechenland (IFPI)                                                                          | —          | Gold1      | 2× Platin2     | —           | 50.000     | Einzelnachweise            |
| Italien (FIMI)                                                                               | —          | 2× Gold2   | 4× Platin4     | —           | 460.000    | fimi.it                    |
| Japan (RIAJ)                                                                                 | —          | —          | 2× Platin2     | —           | —          | riaj.or.jp                 |
| Kanada (MC)                                                                                  | —          | 10× Gold10 | 24× Platin24   | Diamant1    | 3.120.000  | musiccanada.com            |
| Mexiko (AMPROFON)                                                                            | —          | Gold1      | Platin1        | —           | 210.000    | amprofon.com.mx            |
| Neuseeland (RMNZ)                                                                            | —          | 2× Gold2   | 14× Platin14   | —           | 375.000    | radioscope.co.nzNZ2 NZ2    |
| Niederlande (NVPI)                                                                           | —          | —          | Platin1        | —           | 40.000     | nvpi.nl                    |
| Norwegen (IFPI)                                                                              | —          | —          | 5× Platin5     | —           | 300.000    | ifpi.no                    |
| Österreich (IFPI)                                                                            | —          | —          | 4× Platin4     | —           | 120.000    | ifpi.at                    |
| Polen (ZPAV)                                                                                 | —          | Gold1      | 6× Platin6     | —           | 295.000    | olis.pl                    |
| Portugal (AFP)                                                                               | —          | 3× Gold3   | 8× Platin8     | —           | 95.000     | Einzelnachweise            |
| Schweden (IFPI)                                                                              | —          | —          | 6× Platin6     | —           | 480.000    | sverigetopplistan.se       |
| Schweiz (IFPI)                                                                               | —          | Gold1      | 5× Platin5     | —           | 110.000    | hitparade.ch musikwoche.de |
| Singapur (RIAS)                                                                              | —          | Gold1      | —              | —           | 5.000      | rias.org.sg                |
| Spanien (Promusicae)                                                                         | —          | —          | 5× Platin5     | —           | 300.000    | elportaldemusica.es ES2    |
| Südkorea (KMCA)                                                                              | —          | —          | 2× Platin2     | —           | —          | circlechart.kr             |
| Vereinigte Staaten (RIAA)                                                                    | —          | 15× Gold15 | 23× Platin23   | Diamant1    | 40.500.000 | riaa.com                   |
| Vereinigtes Königreich (BPI)                                                                 | 8× Silber8 | 2× Gold2   | 6× Platin6     | —           | 5.560.000  | bpi.co.uk                  |
| Insgesamt                                                                                    | 9× Silber9 | 64× Gold64 | 183× Platin183 | 6× Diamant6 |            |                            |